# Coccinia quinqueloba
Coccinia quinqueloba là một loài thực vật có hoa trong họ Cucurbitaceae. Loài này được (Thunb.) Cogn. mô tả khoa học đầu tiên năm 1881.